# Agalega-Kreolisch
Agalega-Kreolisch ist eine Kreolsprache auf Basis des Französischen auf den Agalega-Inseln im Indischen Ozean, die zu Mauritius gehören. Da die Inseln näher an den Seychellen liegen, ist das Radio der Seychellen besser zu empfangen als das von Mauritius. Die Sprache wurde daher von Seselwa  ebenso stark beeinflusst wie von Morisyen; es gibt auch Einflüsse des Malagasy.